# Irumua caeca
Irumua caeca is een hooiwagen uit de familie Assamiidae.